# Colobothea colombiana
Colobothea colombiana es una especie de escarabajo longicornio del género Colobothea, categorizada en la tribu Colobotheini, de la subfamilia Lamiinae. Fue descrita por Monné en 1993.

## Descripción
Mide 11 mm de longitud.

## Distribución
Se distribuye por Colombia.